# Päpstlicher Rat für die sozialen Kommunikationsmittel
Der Päpstliche Rat für die sozialen Kommunikationsmittel (lat.: Pontificium Consilium de Communicationibus Socialibus) war ein Päpstlicher Rat, der als „Päpstlicher Medienrat“ bekannt war. Er bestand von 1948 bis zu seiner Auflösung 2016.

## Überblick
Der Päpstliche Rat für die sozialen Kommunikationsmittel wurde am 30. Januar 1948 durch das Staatssekretariat als päpstliche Kommission gegründet. Papst Johannes Paul II. erhob die Kommission durch die Apostolische Konstitution Pastor Bonus vom 28. Juni 1988 zum Päpstlichen Rat. Der Rat wurde 2016 von Papst Franziskus im Zuge der Errichtung des Kommunikationssekretariats (heute: Dikasterium für die Kommunikation) aufgelöst.
Der Rat koordinierte die Tätigkeiten der Kurie in der Nutzung und Verbreitung des Evangeliums durch moderne Kommunikationsmedien. Er wurde auch als „Päpstlicher Medienrat“ bezeichnet. Sitz des Rates war im Palazzo San Carlo im Vatikan.

## Präsidenten
- 1948–1971: Martin John O’Connor
- 1971–1973: Edward Louis Heston CSC
- 1973–1984: Andrzej Maria Deskur
- 1984–2007: John Patrick Foley
- 2007–2016: Claudio Maria Celli

## Mitglieder des Medienrates
- 2007–2016: Ivan Dias, ehem. Kardinalpräfekt der Kongregation für die Evangelisierung der Völker
- 2011–2016: Josip Bozanić, Erzbischof von Zagreb in Kroatien
- 2011–2016: Oswald Gracias, Erzbischof von Bombay in Indien
- 2011–2016: John Njue, Erzbischof von Nairobi in Kenia
- 2011–2016: Laurent Monsengwo Pasinya, Erzbischof von Kinshasa, DR Kongo
- 2011–2016: Timothy Dolan, Erzbischof von New York
- 2011–2016: Mark Coleridge, Erzbischof des Erzbistums Canberra-Goulburn in Australien
- 2011–2016: Rino Fisichella, Kurienerzbischof
- 2011–2016: Manuel José Macário do Nascimento Clemente, Erzbischof von Porto in Portugal
- 2011–2016: Joseph Befe Ateba, Erzbischof von Kribi in Kamerun
- 2012–2016: Francisco Robles Ortega, Erzbischof von Guadalajara
- 2012–2016: José Horacio Gómez, Erzbischof von Los Angeles
- 2013–2016: Béchara Pierre Raï, Maronitischer Patriarch von Antiochien und des ganzen Orients

## Berater des Medienrates (Auswahl)
- 2011–2016: Paul Wuthe, Medienbeauftragter der Österreichischen Bischofskonferenz und Chefredakteur der katholischen Nachrichtenagentur Kathpress (seit 2010)
- 2011–2016: Giovanni Maria Vian, Direktor der Vatikan-Tageszeitung L’Osservatore Romano
- 2011–2016: Antonino Spadaro SJ, Direktor von La Civiltà Cattolica
- 2011–2016: Eric Salobir OP, Journalist beim Fernsehsender KTO und Generalsekretär für die sozialen Kommunikationsmittel bei den Dominikanern
- 2011–2016: Augustine Savarimuthu SJ, Direktor des Centro Interdisciplinare sulla Comunicazione Sociale (CICS) an der Päpstlichen Universität Gregoriana
- 2011–2016: Dominica Dipio OP, Professor an der Makerere-Universität in Kampala
- 2011–2016: Antonio Preziosi, Direktor von Rai Radio 1 und Giornale Radio Rai
- 2011–2016: Erminio Fragassa, Medienunternehmer (MicroMegas Comunicazione)
- 2011–2016: Marco Tarquinio, Direktor und Journalist bei Avvenire
- 2011–2016: Gregory Erlandson, Chefredakteur der US-amerikanischen Sonntagszeitung „Our Sunday Visitor“ und Präsident von Catholic Press Association
- 2011–2016: Susana Nuin Núñez, Sozialwissenschaftlerin und Beraterin für den Rat der Lateinamerikanischen Bischofskonferenzen CELAM